# Abée
Abée is een deelgemeente van de gemeente Tinlot in de Belgische provincie Luik, arrondissement Hoei. Abée heeft een oppervlakte van 1030 ha en is gelegen in de Condroz. Er zijn hardsteen- en zandsteengroeven.

## Bezienswaardig

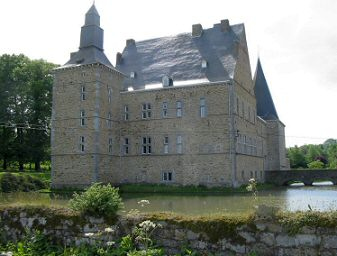
Het kasteel van Abée

In het gehucht Scry is er het bekende hoevekasteel te bewonderen van Saint-Vitu. Verder is er een laatgotische kerk uit 1561. Verder is er het Kasteel van Abée en de kapel Saint-Rémy.

## Demografische evolutie
Opm:1806 t/m 1970=volkstellingen; 1976= inwoneraantal op 31 december

## Geboren in Abée
- Arthur Xhignesse (1873-1941), schrijver in het Waals dialect